# BNF extendido
La Notación de Backus-Naur, también llamado BNF extendido o EBNF (del inglés Extended Backus–Naur Form) es un metalenguaje usado para expresar gramáticas libres de contexto. Esta es una extensión de la Notación de Backus-Naur.

## Historia
El primer EBNF fue desarrollado originalmente por Niklaus Wirth incorporando algunos de los conceptos (con una diferente sintaxis y notación) de la notación de sintaxis Wirth. Sin embargo, muchas variantes de EBNF están en uso. Organización Internacional de Normalización ha adoptado un estándar EBNF (ISO / IEC 14977).